# Stazione meteorologica di Verona Villafranca
La stazione meteorologica di Verona Villafranca è la stazione meteorologica di riferimento per il Servizio Meteorologico dell'Aeronautica Militare e per l'Organizzazione Mondiale della Meteorologia, relativa alla città di Verona.

## Caratteristiche
La stazione meteorologica si trova nell'area climatica dell'Italia nord-orientale, nel Veneto, presso l'aeroporto di Verona nel comune di Villafranca, a 68 metri s.l.m. e alle coordinate geografiche 45°23′15.21″N 10°52′20.82″E.
Attiva 24 ore su 24, oltre a svolgere funzioni di assistenza alla navigazione aerea, la stazione ha effettuato, fino alle ore 6 GMT del 2 luglio 2015, rilevazioni orarie con osservazioni sullo stato del cielo (nuvolosità in chiaro) e su temperatura, precipitazioni, umidità relativa, eliofania, pressione atmosferica con valore normalizzato a livello del mare, direzione e velocità del vento; dal 2 luglio 2015 è divenuta invece una stazione meteorologica aeronautica di terza classe che emette soltanto messaggi METAR.
Dal 2 luglio 2015 la stazione meteorologica è passata sotto la gestione dell'Ente Nazionale per l'Assistenza al Volo.

## Medie climatiche ufficiali

### Dati climatologici 1981-2010
In base alla media trentennale 1981-2010, la temperatura media del mese più freddo, gennaio, si attesta a quasi +2,5 °C; quella del mese più caldo, luglio, è di +24,4 °C. Nel medesimo trentennio, la temperatura massima assoluta di +39,0 °C è stata registrata nell'agosto 2003, mentre la temperatura minima assoluta di -18,4 °C risale al gennaio 1985. Mediamente si contano annualmente 46,2 giorni con temperatura massima eguale o superiore ai 30 °C e 61,9 giorni di gelo.
Le precipitazioni medie annue sono di 783,3 mm, mediamente distribuite in 77 giorni di pioggia, con un picco tra l'estate e l'autunno ed un minimo relativo in inverno.
L'eliofania assoluta media annua si attesta a 6 ore giornaliere, con massimo di 10 ore medie giornaliere in luglio e minimi di 3 ore medie giornaliere in gennaio, in novembre e in dicembre.
| Verona Villafranca (1981-2010)     | Mesi         | Mesi         | Mesi         | Mesi        | Mesi        | Mesi        | Mesi        | Mesi        | Mesi        | Mesi        | Mesi        | Mesi         | Stagioni | Stagioni | Stagioni | Stagioni | Anno  |
| Verona Villafranca (1981-2010)     | Gen          | Feb          | Mar          | Apr         | Mag         | Giu         | Lug         | Ago         | Set         | Ott         | Nov         | Dic          | Inv      | Pri      | Est      | Aut      | Anno  |
| ---------------------------------- | ------------ | ------------ | ------------ | ----------- | ----------- | ----------- | ----------- | ----------- | ----------- | ----------- | ----------- | ------------ | -------- | -------- | -------- | -------- | ----- |
| T. max. media (°C)                 | 6,2          | 8,9          | 13,8         | 17,9        | 23,6        | 27,2        | 30,0        | 29,5        | 24,9        | 18,5        | 11,7        | 7,2          | 7,4      | 18,4     | 28,9     | 18,4     | 18,3  |
| T. min. media (°C)                 | −1,3         | −0,2         | 3,6          | 7,3         | 12,4        | 16,3        | 18,8        | 18,4        | 14,1        | 9,4         | 3,9         | −0,2         | −0,6     | 7,8      | 17,8     | 9,1      | 8,5   |
| T. max. assoluta (°C)              | 16,2 (1992)  | 22,1 (1990)  | 27,2 (2008)  | 28,6 (2007) | 36,6 (2009) | 36,0 (2008) | 38,2 (2007) | 39,0 (2003) | 33,2 (2006) | 27,4 (1986) | 23,6 (2004) | 18,8 (1989)  | 22,1     | 36,6     | 39,0     | 33,2     | 39,0  |
| T. min. assoluta (°C)              | −18,4 (1985) | −12,5 (1991) | −10,4 (2005) | −2,0 (2003) | 2,8 (1984)  | 6,9 (1986)  | 9,7 (1993)  | 8,1 (1995)  | 5,8 (1993)  | −2,1 (1997) | −7,8 (1988) | −14,0 (2009) | −18,4    | −10,4    | 6,9      | −7,8     | −18,4 |
| Giorni di calura (Tmax ≥ 30 °C)    | 0            | 0            | 0            | 0           | 2,1         | 8,4         | 17,8        | 16,0        | 1,9         | 0,0         | 0,0         | 0,0          | 0,0      | 2,1      | 42,2     | 1,9      | 46,2  |
| Giorni di gelo (Tmin ≤ 0 °C)       | 19,3         | 15,4         | 4,1          | 0,2         | 0,0         | 0,0         | 0,0         | 0,0         | 0,0         | 0,2         | 6,1         | 16,6         | 51,3     | 4,3      | 0,0      | 6,3      | 61,9  |
| Precipitazioni (mm)                | 39,7         | 33,6         | 45,2         | 73,0        | 70,1        | 85,0        | 62,9        | 84,2        | 78,0        | 82,1        | 73,2        | 56,3         | 129,6    | 188,3    | 232,1    | 233,3    | 783,3 |
| Giorni di pioggia                  | 5            | 4            | 5            | 9           | 8           | 9           | 5           | 6           | 6           | 7           | 7           | 6            | 15       | 22       | 20       | 20       | 77    |
| Eliofania assoluta (ore al giorno) | 3,0          | 4,7          | 5,5          | 6,2         | 7,8         | 9,1         | 10,0        | 8,9         | 6,9         | 4,0         | 3,0         | 3,0          | 3,6      | 6,5      | 9,3      | 4,6      | 6,0   |

### Dati climatologici 1971-2000
In base alle medie climatiche del periodo 1971-2000, le più recenti in uso, la temperatura media del mese più freddo, gennaio, è di +2,5 °C, mentre quella del mese più caldo, luglio, è di +23,6 °C; mediamente si contano 62,6 giorni di gelo all'anno e 30,7 giorni con temperatura massima uguale o superiore ai +30 °C. I valori estremi di temperatura registrati nel medesimo trentennio sono i -18,4 °C del gennaio 1985 e i +36,0 °C dell'agosto 1992.
Le precipitazioni medie annue si attestano a 804 mm, mediamente distribuite in 83 giorni di pioggia, con minimo relativo in inverno e picco massimo in estate-autunno.
L'umidità relativa media annua fa registrare il valore di 77,8 % con minimo di 73 % a luglio e massimi di 85 % a dicembre e a gennaio; mediamente si contano 79 giorni di nebbia all'anno.
Di seguito è riportata la tabella con le medie climatiche e i valori massimi e minimi assoluti registrati nel trantennio 1971-2000 e pubblicati nell'Atlante Climatico d'Italia del Servizio Meteorologico dell'Aeronautica Militare relativo al medesimo trentennio.
| Verona Villafranca (1971-2000)  | Mesi         | Mesi         | Mesi        | Mesi        | Mesi        | Mesi        | Mesi        | Mesi        | Mesi        | Mesi        | Mesi        | Mesi        | Stagioni | Stagioni | Stagioni | Stagioni | Anno  |
| Verona Villafranca (1971-2000)  | Gen          | Feb          | Mar         | Apr         | Mag         | Giu         | Lug         | Ago         | Set         | Ott         | Nov         | Dic         | Inv      | Pri      | Est      | Aut      | Anno  |
| ------------------------------- | ------------ | ------------ | ----------- | ----------- | ----------- | ----------- | ----------- | ----------- | ----------- | ----------- | ----------- | ----------- | -------- | -------- | -------- | -------- | ----- |
| T. max. media (°C)              | 6,1          | 8,9          | 13,4        | 17,2        | 22,7        | 26,3        | 29,2        | 28,8        | 24,4        | 18,0        | 11,0        | 6,7         | 7,2      | 17,8     | 28,1     | 17,8     | 17,7  |
| T. min. media (°C)              | −1,2         | 0,1          | 3,4         | 6,8         | 11,7        | 15,4        | 18,0        | 17,8        | 13,7        | 8,7         | 3,2         | −0,4        | −0,5     | 7,3      | 17,1     | 8,5      | 8,1   |
| T. max. assoluta (°C)           | 19,8 (1974)  | 22,1 (1990)  | 26,2 (1989) | 27,1 (2000) | 33,1 (1993) | 35,1 (1990) | 35,3 (1993) | 36,0 (1992) | 32,4 (1997) | 27,4 (1986) | 19,6 (1999) | 18,8 (1989) | 22,1     | 33,1     | 36,0     | 32,4     | 36,0  |
| T. min. assoluta (°C)           | −18,4 (1985) | −12,5 (1991) | −6,7 (1996) | −2,2 (1973) | 0,0 (1976)  | 6,5 (1974)  | 9,7 (1993)  | 8,1 (1995)  | 2,0 (1974)  | −2,1 (1997) | −7,9 (1975) | −9,6 (1977) | −18,4    | −6,7     | 6,5      | −7,9     | −18,4 |
| Giorni di calura (Tmax ≥ 30 °C) | 0            | 0            | 0           | 0           | 0           | 4,6         | 13,9        | 12,2        | 0,0         | 0,0         | 0,0         | 0,0         | 0,0      | 0,0      | 30,7     | 0,0      | 30,7  |
| Giorni di gelo (Tmin ≤ 0 °C)    | 18,7         | 14,7         | 4,3         | 0,3         | 0,0         | 0,0         | 0,0         | 0,0         | 0,0         | 0,5         | 6,7         | 17,4        | 50,8     | 4,6      | 0,0      | 7,2      | 62,6  |
| Precipitazioni (mm)             | 50,9         | 43,3         | 48,7        | 70,4        | 74,2        | 87,2        | 62,6        | 81,7        | 76,2        | 91,0        | 64,8        | 52,5        | 146,7    | 193,3    | 231,5    | 232,0    | 803,5 |
| Giorni di pioggia               | 7            | 5            | 6           | 9           | 9           | 9           | 6           | 6           | 6           | 7           | 7           | 6           | 18       | 24       | 21       | 20       | 83    |
| Giorni di nebbia                | 18           | 11           | 6           | 2           | 1           | 0           | 0           | 1           | 2           | 8           | 13          | 17          | 46       | 9        | 1        | 23       | 79    |
| Umidità relativa media (%)      | 85           | 78           | 74          | 75          | 74          | 74          | 73          | 74          | 77          | 81          | 84          | 85          | 82,7     | 74,3     | 73,7     | 80,7     | 77,8  |

### Dati climatologici 1961-1990
In base alla media trentennale di riferimento 1961-1990, ancora in uso per l'Organizzazione meteorologica mondiale e definita Climate Normal (CLINO), la temperatura media del mese più freddo, gennaio, si attesta a +1,6 °C; quella del mese più caldo, luglio, è di +23,3 °C. Nel medesimo trentennio, la temperatura minima assoluta ha toccato i -18,4 °C nel gennaio 1985 (media delle minime assolute annue di -9,8 °C), mentre la massima assoluta ha fatto registrare i +35,8 °C nell'agosto 1974 (media delle massime assolute annue di +33,8 °C). Mediamente si contano annualmente 32,6 giorni con temperatura massima eguale o superiore ai 30 °C e 69,6 giorni di gelo.
La nuvolosità media annua si attesta a 4,3 okta giornalieri, con minimo di 3,1 okta giornalieri a luglio e massimo di 5,4 okta giornalieri a gennaio.
Le precipitazioni medie annue si aggirano attorno agli 800 mm, con un minimo contenuto tra l'inverno e l'inizio della primavera ed un moderato picco distribuito in modo irregolare tra la tarda primavera, l'estate e l'autunno.
L'umidità relativa media annua fa registrare il valore di 77,4% con minimi di 73% a marzo, a maggio, a giugno e a luglio e massimo di 85% a gennaio.
La pressione atmosferica media annua normalizzata al livello del mare si attesta a 1016,1 hPa, con massimo di 1019 hPa ad ottobre e minimo di 1013 hPa ad aprile.
Il vento presenta una velocità media annua di 3,5 m/s, con minimi di 3,2 m/s a luglio, ad agosto e a settembre e massimi di 3,8 m/s a marzo e ad aprile; la direzione prevalente è di ponente a gennaio e di levante in tutti gli altri mesi dell'anno.
| Verona Villafranca (1961-1990)   | Mesi         | Mesi         | Mesi        | Mesi        | Mesi        | Mesi        | Mesi        | Mesi        | Mesi        | Mesi        | Mesi        | Mesi         | Stagioni | Stagioni | Stagioni | Stagioni | Anno    |
| Verona Villafranca (1961-1990)   | Gen          | Feb          | Mar         | Apr         | Mag         | Giu         | Lug         | Ago         | Set         | Ott         | Nov         | Dic          | Inv      | Pri      | Est      | Aut      | Anno    |
| -------------------------------- | ------------ | ------------ | ----------- | ----------- | ----------- | ----------- | ----------- | ----------- | ----------- | ----------- | ----------- | ------------ | -------- | -------- | -------- | -------- | ------- |
| T. max. media (°C)               | 5,2          | 8,5          | 13,0        | 17,3        | 22,3        | 26,2        | 28,9        | 28,1        | 24,4        | 18,4        | 11,1        | 6,0          | 6,6      | 17,5     | 27,7     | 18,0     | 17,5    |
| T. min. media (°C)               | −2,0         | 0,1          | 3,4         | 7,0         | 11,4        | 15,2        | 17,7        | 17,2        | 13,7        | 8,4         | 3,4         | −1,2         | −1,0     | 7,3      | 16,7     | 8,5      | 7,9     |
| T. max. assoluta (°C)            | 19,8 (1974)  | 22,1 (1990)  | 26,2 (1989) | 26,9 (1962) | 32,0 (1990) | 35,1 (1990) | 35,2 (1983) | 35,8 (1974) | 31,9 (1973) | 27,4 (1986) | 21,4 (1968) | 18,8 (1989)  | 22,1     | 32,0     | 35,8     | 31,9     | 35,8    |
| T. min. assoluta (°C)            | −18,4 (1985) | −12,2 (1963) | −7,9 (1963) | −2,2 (1973) | 0,0 (1976)  | 5,9 (1962)  | 9,4 (1962)  | 9,6 (1966)  | 2,0 (1974)  | −1,6 (1973) | −7,9 (1975) | −11,7 (1964) | −18,4    | −7,9     | 5,9      | −7,9     | −18,4   |
| Giorni di calura (Tmax ≥ 30 °C)  | 0            | 0            | 0           | 0           | 0,5         | 5,7         | 14,2        | 11,2        | 1,0         | 0,0         | 0,0         | 0,0          | 0,0      | 0,5      | 31,1     | 1,0      | 32,6    |
| Giorni di gelo (Tmin ≤ 0 °C)     | 21,1         | 14,8         | 5,5         | 0,3         | 0,0         | 0,0         | 0,0         | 0,0         | 0,0         | 0,6         | 6,8         | 20,5         | 56,4     | 5,8      | 0,0      | 7,4      | 69,6    |
| Nuvolosità (okta al giorno)      | 5,4          | 4,6          | 4,5         | 4,7         | 4,4         | 4,1         | 3,1         | 3,2         | 3,4         | 3,9         | 5,2         | 5,2          | 5,1      | 4,5      | 3,5      | 4,2      | 4,3     |
| Precipitazioni (mm)              | 54,5         | 47,8         | 57,8        | 68,8        | 85,4        | 86,1        | 61,5        | 87,5        | 62,6        | 81,5        | 75,3        | 50,6         | 152,9    | 212,0    | 235,1    | 219,4    | 819,4   |
| Giorni di pioggia                | 7            | 6            | 7           | 9           | 9           | 9           | 6           | 7           | 5           | 7           | 8           | 6            | 19       | 25       | 22       | 20       | 86      |
| Umidità relativa media (%)       | 85           | 78           | 73          | 75          | 73          | 73          | 73          | 74          | 76          | 81          | 84          | 84           | 82,3     | 73,7     | 73,3     | 80,3     | 77,4    |
| Pressione a 0 metri s.l.m. (hPa) | 1 018        | 1 016        | 1 015       | 1 013       | 1 014       | 1 015       | 1 015       | 1 015       | 1 017       | 1 019       | 1 018       | 1 018        | 1 017,3  | 1 014    | 1 015    | 1 018    | 1 016,1 |
| Vento (direzione-m/s)            | W 3,6        | E 3,7        | E 3,8       | E 3,8       | E 3,4       | E 3,4       | E 3,2       | E 3,2       | E 3,2       | E 3,4       | E 3,5       | E 3,5        | 3,6      | 3,7      | 3,3      | 3,4      | 3,5     |

### Dati climatologici 1951-1980
In base alla media trentennale 1951-1980, la temperatura media del mese più freddo, gennaio, si attesta a quasi +1,8 °C; quella del mese più caldo, luglio, è di +22,9 °C. Nel trentennio esaminato, la temperatura massima assoluta di +37,5 °C è stata registrata nel luglio 1957, mentre la temperatura minima assoluta di -18,4 °C risale al febbraio 1956. Mediamente si contano annualmente 29,5 giorni con temperatura massima eguale o superiore ai 30 °C e 69,7 giorni di gelo.
Le precipitazioni medie annue sono di 807,1 mm, mediamente distribuite in 88 giorni di pioggia, con un picco tra l'estate e l'autunno ed un minimo relativo in inverno.
| Verona Villafranca (1951-1980)  | Mesi         | Mesi         | Mesi        | Mesi        | Mesi        | Mesi        | Mesi        | Mesi        | Mesi        | Mesi        | Mesi        | Mesi         | Stagioni | Stagioni | Stagioni | Stagioni | Anno  |
| Verona Villafranca (1951-1980)  | Gen          | Feb          | Mar         | Apr         | Mag         | Giu         | Lug         | Ago         | Set         | Ott         | Nov         | Dic          | Inv      | Pri      | Est      | Aut      | Anno  |
| ------------------------------- | ------------ | ------------ | ----------- | ----------- | ----------- | ----------- | ----------- | ----------- | ----------- | ----------- | ----------- | ------------ | -------- | -------- | -------- | -------- | ----- |
| T. max. media (°C)              | 5,3          | 8,4          | 12,9        | 17,3        | 22,1        | 26,2        | 28,6        | 27,7        | 24,1        | 18,2        | 11,3        | 6,0          | 6,6      | 17,4     | 27,5     | 17,9     | 17,3  |
| T. min. media (°C)              | −1,8         | −0,1         | 3,2         | 6,7         | 11,1        | 15,0        | 17,2        | 16,7        | 13,4        | 7,9         | 3,7         | −0,9         | −0,9     | 7,0      | 16,3     | 8,3      | 7,7   |
| T. max. assoluta (°C)           | 19,8 (1974)  | 19,0 (1959)  | 23,2 (1968) | 26,9 (1962) | 31,9 (1953) | 34,6 (1965) | 37,5 (1957) | 36,1 (1952) | 31,9 (1973) | 26,9 (1956) | 21,4 (1968) | 15,5 (1954)  | 19,8     | 31,9     | 37,5     | 31,9     | 37,5  |
| T. min. assoluta (°C)           | −16,3 (1966) | −18,4 (1956) | −7,9 (1963) | −2,2 (1956) | 0,0 (1976)  | 3,8 (1953)  | 9,2 (1954)  | 9,2 (1954)  | 2,0 (1974)  | −1,6 (1973) | −7,9 (1975) | −11,7 (1964) | −18,4    | −7,9     | 3,8      | −7,9     | −18,4 |
| Giorni di calura (Tmax ≥ 30 °C) | 0            | 0            | 0           | 0           | 0,3         | 5,7         | 12,9        | 9,5         | 1,1         | 0,0         | 0,0         | 0,0          | 0,0      | 0,3      | 28,1     | 1,1      | 29,5  |
| Giorni di gelo (Tmin ≤ 0 °C)    | 20,9         | 15,2         | 7,0         | 0,5         | 0,0         | 0,0         | 0,0         | 0,0         | 0,0         | 0,6         | 6,2         | 19,3         | 55,4     | 7,5      | 0,0      | 6,8      | 69,7  |
| Precipitazioni (mm)             | 48,8         | 49,3         | 57,0        | 67,4        | 79,4        | 78,6        | 63,6        | 76,8        | 72,1        | 76,3        | 80,3        | 57,5         | 155,6    | 203,8    | 219,0    | 228,7    | 807,1 |
| Giorni di pioggia               | 7            | 7            | 8           | 8           | 9           | 8           | 6           | 7           | 6           | 7           | 8           | 7            | 21       | 25       | 21       | 21       | 88    |

## Valori estremi

### Temperature estreme mensili dal 1946 ad oggi
Nella tabella sottostante sono riportate le temperature massime e minime assolute mensili, stagionali ed annuali dal 1946 ad oggi, con il relativo anno in cui si queste si sono registrate. La massima assoluta del periodo esaminato di +39,0 °C è dell'agosto 2003, mentre la minima assoluta di -18,4 °C risale al febbraio 1956 e al gennaio 1985.
| Verona Villafranca (1946-2023) | Mesi         | Mesi         | Mesi               | Mesi        | Mesi        | Mesi        | Mesi              | Mesi        | Mesi        | Mesi        | Mesi        | Mesi         | Stagioni | Stagioni | Stagioni | Stagioni | Anno  |
| Verona Villafranca (1946-2023) | Gen          | Feb          | Mar                | Apr         | Mag         | Giu         | Lug               | Ago         | Set         | Ott         | Nov         | Dic          | Inv      | Pri      | Est      | Aut      | Anno  |
| ------------------------------ | ------------ | ------------ | ------------------ | ----------- | ----------- | ----------- | ----------------- | ----------- | ----------- | ----------- | ----------- | ------------ | -------- | -------- | -------- | -------- | ----- |
| T. max. assoluta (°C)          | 19,8 (1974)  | 22,1 (1990)  | 27,2 (2008)        | 31,8 (2011) | 36,6 (2009) | 38,1 (2019) | 38,2 (2007, 2013) | 39,0 (2003) | 34,7 (2024) | 31,1 (2023) | 23,6 (2004) | 20,0 (2023)  | 22,1     | 36,6     | 39,0     | 34,7     | 39,0  |
| T. min. assoluta (°C)          | −18,4 (1985) | −18,4 (1956) | −10,4 (1949, 2005) | −2,5 (2021) | 0,0 (1976)  | 3,8 (1953)  | 7,3 (1948)        | 8,1 (1995)  | 2,0 (1974)  | −4,6 (1946) | −7,9 (1975) | −15,5 (1950) | −18,4    | −10,4    | 3,8      | −7,9     | −18,4 |

## Media annuale delle temperature

### Temperature medie annuali dal 1960 al 2022 (anno meteorologico)
Nel grafico sottostante sono riportate le temperature medie annue raccolte anno per anno e analizzate dal  Goddard Institute for Space Studies  GISS (istituto della NASA che studia la previsione dei cambiamenti atmosferici e climatici nel 21º secolo), è evidente l'incremento di temperatura avuto negli ultimi anni, a partire da fine anni 90, mentre in precedenza la temperatura erano dentro un range stabile.

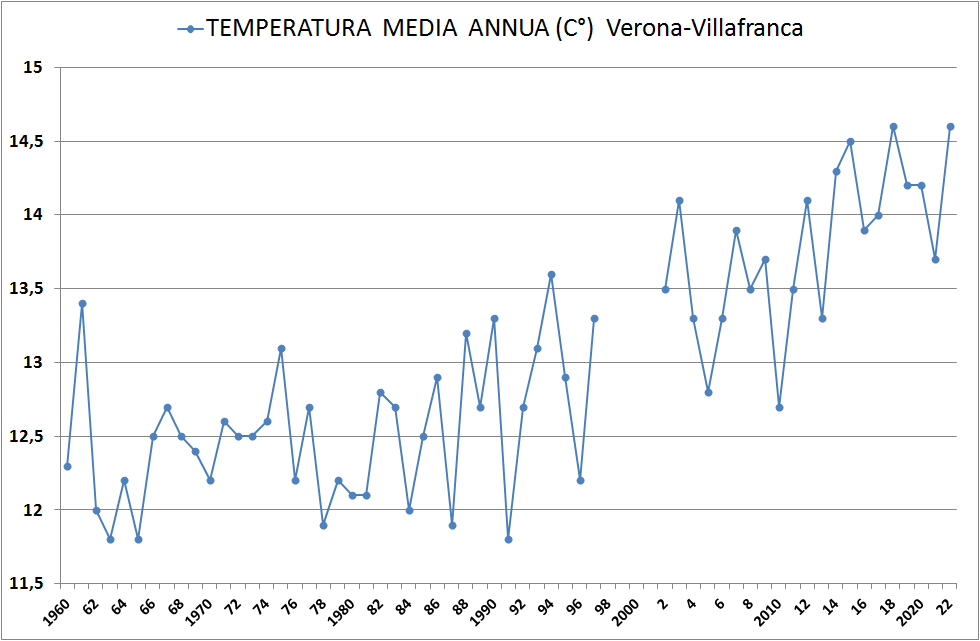
Temperatura media VR-Villaf.